# ニコロ・ロヴェッラ
ニコロ・ロヴェッラ（Nicolò Rovella, 2001年12月4日 - ）は、イタリア・セグラーテ出身のプロサッカー選手。セリエA・SSラツィオ所属。ポジションはミッドフィールダー。

## 経歴

### クラブ
インテル・ミラノ傘下のサッカースクールでキャリアをスタートさせた後、2014年にアルチョーネに移り、2017年にジェノアの下部組織に入団した。
2019年12月3日、コッパ・イタリア4回戦のアスコリ戦に途中出場し、プロデビュー。12月21日、リーグ第17節のインテル・ミラノ戦でセリエA初出場。2020年7月25日、再びのインテル・ミラノ戦でトップチーム初先発。プロデビューシーズンのリーグ戦2試合は、どちらもインテル・ミラノに敗れた。
2020-21シーズンは中盤でポジションを確立し、出場機会を大幅に増やした。
2021年1月29日、ユヴェントスに移籍。移籍金は1,800万ユーロで、アドオンで最大2,000万ユーロまで増額されると公表された。2022年6月末まではユヴェントス空のローンでジェノアに留まる。なお、ユヴェントスからジェノアにはマノロ・ポルタノーヴァとエリア・ペトレッリが移籍するため、実質的にはトレードとみられる。
ユヴェントスにローンバックして迎えた2022-23シーズン、開幕節のサッスオーロ戦に途中出場し、新天地での公式戦初出場。続く第2節、第3節も出場機会を得たが、2022年8月31日、モンツァに1シーズンのローン移籍となった。モンツァではチームの主力としてプレイし、2023年4月8日、リーグ第29節のウディネーゼでセリエA初ゴールを記録した。
監督のマッシミリアーノ・アッレグリは、2023-24シーズンのスカッドにロヴェッラを含めることを望んでいたという報道もあったが、2023年8月16日、ラツィオに2シーズンのローン移籍。一定の条件により買い取り義務が生じる。買い取り金額は1,700万ユーロと報じられた。
9月16日、保有元のユヴェントス戦がラツィオでの初出場となったが、試合には敗れた。10月25日、UEFAチャンピオンズリーグのフェイエノールト（オランダ）戦でUEFAの主要国際大会デビュー。

### 代表
2018年からイタリアの世代別代表に選出され、準優勝となったUEFA U-17欧州選手権、UEFA U-19欧州選手権予選（イタリアはグループステージを首位で通過したが、COVID-19の流行により本大会は開催中止）、UEFA U-21欧州選手権（2021年大会、2023年大会）などに出場した。
2024年11月、UEFAネイションズリーグに臨むA代表に初招集され、11月14日のベルギー戦に先発出場し、A代表初キャップ。

## プレイスタイル
中盤の底を主戦場にし、2021-22シーズンのセリエAで1試合の平均走行距離で3位に入る献身性も持ち味。そのスタイルからアンドレア・ピルロやロドリゴ・ベンタンクールと比較される。

## 個人成績

### クラブ
| 国内大会個人成績 | 国内大会個人成績 | 国内大会個人成績 | 国内大会個人成績 | 国内大会個人成績 | 国内大会個人成績 | 国内大会個人成績 | 国内大会個人成績 | 国内大会個人成績 | 国内大会個人成績 | 国内大会個人成績 | 国内大会個人成績 |
| 年度             | クラブ           | 背番号           | リーグ           | リーグ戦         | リーグ戦         | リーグ杯         | リーグ杯         | オープン杯       | オープン杯       | 期間通算         | 期間通算         |
| 年度             | クラブ           | 背番号           | リーグ           | 出場             | 得点             | 出場             | 得点             | 出場             | 得点             | 出場             | 得点             |
| イタリア         | イタリア         | イタリア         | イタリア         | リーグ戦         | リーグ戦         | イタリア杯       | イタリア杯       | オープン杯       | オープン杯       | 期間通算         | 期間通算         |
| ---------------- | ---------------- | ---------------- | ---------------- | ---------------- | ---------------- | ---------------- | ---------------- | ---------------- | ---------------- | ---------------- | ---------------- |
| 2019-20          | ジェノア         | 65               | セリエA          | 2                | 0                | 1                | 0                | -                | -                | 3                | 0                |
| 2020-21          | ジェノア         | 65               | セリエA          | 20               | 0                | 2                | 0                | -                | -                | 22               | 0                |
| 2021-22          | ジェノア         | 65               | セリエA          | 21               | 0                | 1                | 0                | -                | -                | 22               | 0                |
| 2022-23          | ユヴェントス     | 13               | セリエA          | 3                | 0                | 0                | 0                | -                | -                | 3                | 0                |
| 2022-23          | モンツァ         | 6                | セリエA          | 25               | 1                | 2                | 0                | -                | -                | 27               | 1                |
| 2023-24          | ラツィオ         | 65               | セリエA          | 23               | 0                | 3                | 0                | -                | -                | 26               | 0                |
| 2024-25          | ラツィオ         | 6                | セリエA          | 33               | 0                | 2                | 0                | -                | -                | 35               | 0                |
| 2025-26          | ラツィオ         | 6                | セリエA          |                  |                  |                  |                  | -                | -                |                  |                  |
| 通算             | イタリア         | イタリア         | セリエA          | 127              | 1                | 11               | 0                | -                | -                | 138              | 1                |
| 総通算           | 総通算           | 総通算           | 総通算           | 127              | 1                | 11               | 0                | 0                | 0                | 138              | 1                |

### 代表
| イタリア代表 | 国際Aマッチ | 国際Aマッチ |
| 年           | 出場        | 得点        |
| ------------ | ----------- | ----------- |
| 2024         | 2           | 0           |
| 2025         | 2           | 0           |
| 通算         | 4           | 0           |